# Clinodiplosis denotata
Clinodiplosis denotata är en tvåvingeart som beskrevs av Gagne 1984. Clinodiplosis denotata ingår i släktet Clinodiplosis och familjen gallmyggor.
Artens utbredningsområde är Costa Rica. Inga underarter finns listade i Catalogue of Life.